# Glaucia Paola Virdone
Glaucia Paola Virdone (15 settembre 1988) è un'attrice italiana.

## Biografia
Nata in Brasile, viene adottata da una famiglia italiana di origine siciliana, e cresce a Marcon in provincia di Venezia. Fin da piccola mostra passione per il mondo dello spettacolo e in particolare per la danza, studia così professionalmente fino ai diciotto anni presso la scuola del balletto di Venezia, lavorando come ballerina per la compagnia creata in collaborazione con Benetton Basket e Sisley Volley per le coreografie di Steve La Chance.
Dopo il diploma decide di seguire le sue passioni e di studiare canto e recitazione presso la scuola del musical di Milano diretta da Saverio Marconi. Nel 2009 esordisce nella commedia musicale Aggiungi un posto a tavola per la regia di Johnny Dorelli lavorando due anni con la compagnia del teatro Sistina di Roma accanto a Gianluca Guidi, Marisa Laurito e Pietro Garinei. Nel 2011 sostituisce Claudia Campolongo nel ruolo di Lunatica (una streghetta) nel musical Aladin di Stefano D'Orazio. L'anno successivo arriva il primo ruolo da protagonista nella tournée del teatro CTA di Gorizia dove interpreta Pippo nella favola Pippo pettirosso scritta e disegnata da Altan per la regia di Roberto Piaggio. Lo stesso anno prende parte alla trasmissione Domenica In su Rai 1 in qualità di opinionista.
Dopo aver girato alcuni corti e lungometraggi con registi come Rossella Izzo, Alberto Negrin e Fabrizio Costa esordisce al cinema in Pitza e datteri diretta da Fariborz Kamkari. Nel 2014 interpreta Maya nella versione cinematografica This is your life del Nabucco prodotto dalla Scala di Milano per la nuova collana grandi opere in DVD Verdi-Nabucco. La sua presenza nel musical italiano si arricchisce con il ruolo di Aisha nel musical Winx Club Musical Show in tournée dal 2014 al 2016, dove nel riallestimento le viene data la possibilità di ricoprire il ruolo di aiuto-regista. Nel 2016 il primo ruolo per il piccolo schermo, nella serie tratta dai racconti di Marco Malvaldi I delitti del BarLume dove interpreta Susanita Morales, protagonista della puntata La loggia del cinghiale. Dal 2016 al 2018 la sua carriera televisiva prosegue ricoprendo ruoli in serie tv come Rosy Abate - La serie. Nel 2016 si laurea in Lingue e Culture moderne presso la facoltà di lettere. e consegue la laurea specialistica in Lingue per la comunicazione internazionale nel 2018.

## Filmografia

### Cinema
- Zombie Massacre - The Movie, regia di Luca Boni e Marco Ristori (2012)
- Pitza e datteri, regia di Fariborz Kamkari (2013)
- This Is Your Life, regia di Andrea Franceschini (2014)

### Televisione
- I delitti del BarLume, regia di Roan Johnson (2016)
- Rosy Abate - La serie - Seconda stagione (2018)
- Dalia de las Hadas

## Teatro
- Aggiungi un posto a tavola, regia di Johnny Dorelli coreografia Gino Landi (2009-2010-2011)
- Aladin - Il musical di Stefano D'Orazio, regia di Fabrizio Angelini (2011-2012)
- Peace Frog, regia di Davide Strava (2012)
- Pippo pettirosso, regia Roberto Piaggio (2012-2013)
- In questo mondo di eroi, regia Francesco di Chio (2013)
- Winx Club musical show, regia Gianni Donati (2014-2015-2016)